# Pseudhisychius brasiliensis
Pseudhisychius brasiliensis är en insektsart som först beskrevs av Bruner, L. 1911.  Pseudhisychius brasiliensis ingår i släktet Pseudhisychius och familjen Romaleidae. Inga underarter finns listade i Catalogue of Life.